# Synagogue de Saint-Louis
Cette synagogue est une synagogue du XIXe siècle située à Saint-Louis, dans le département français du Haut-Rhin.

## Localisation
L'édifice est situé rue de la Synagogue, à Saint-Louis (Haut-Rhin).

## Historique
La Synagogue fut construite inaugurée en 1907 et le siège rabbinique transféré, le 20 octobre 1963, de Hégenheim à Saint-Louis. 
Le bâtiment actuel a été agrandi en 1933, vu l'importance numérique de la population juive surtout grâce à l’apport de juifs de l’est et de juifs allemands ayant fui le nazisme. Elle atteint 236
membres en 1936. 
Saccagée au cours de la guerre, la synagogue a été restaurée après la libération.
Salomon Schüler (1870-1938), premier rabbin de la communauté de Saint-Louis à partir de 1906 après avoir exercé à Hégenheim, représentait un judaïsme traditionnel issu des principes du séminaire rabbinique orthodoxe, la Yeshivah Hildesheimer de Berlin. Il est inhumé au cimetière d'Hégenheim,.

## Architecture

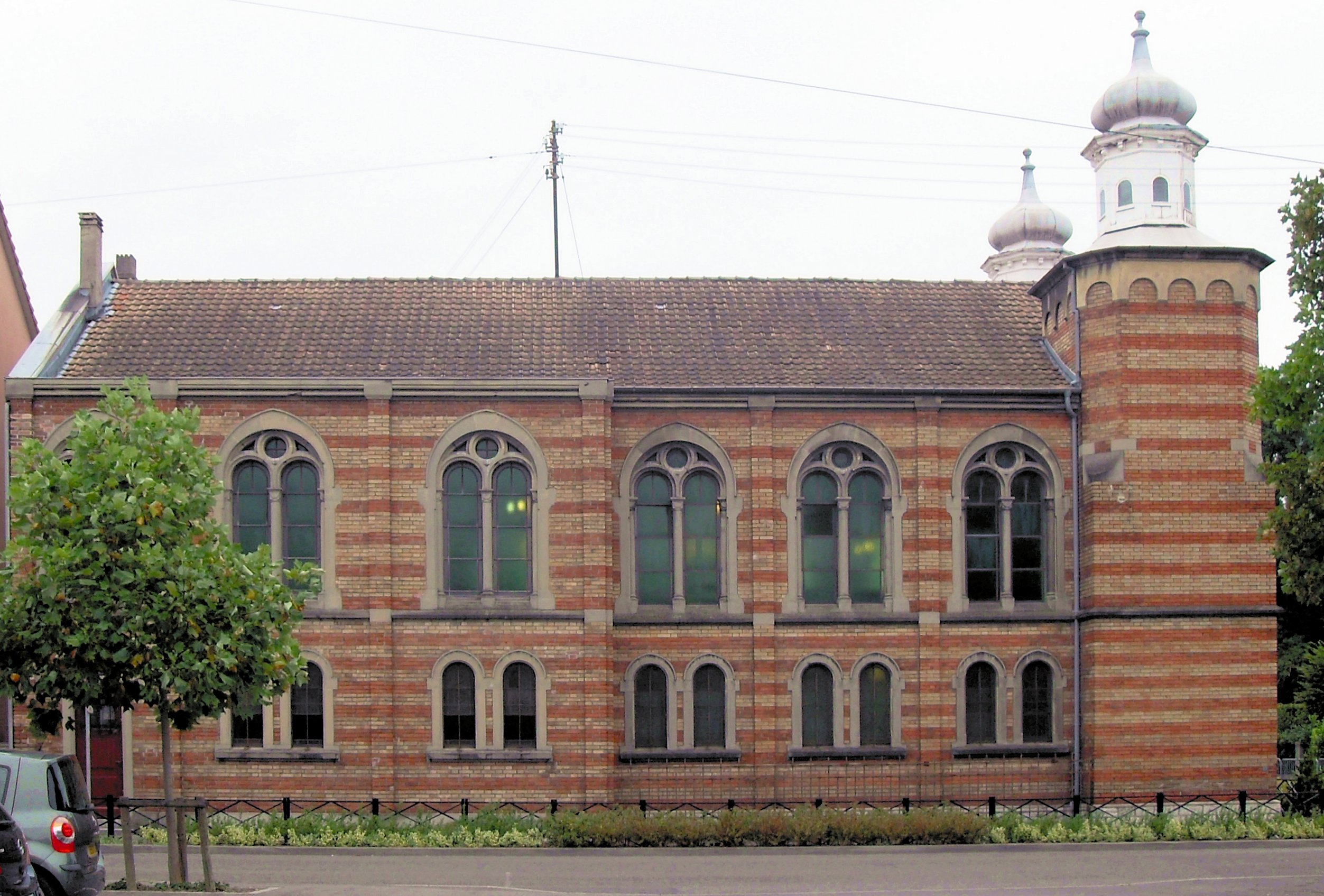
Synagogue de Saint-Louis, côté nord.

Synagogue à damiers avec ses deux tours surmontés de bulbes, de style néo-byzantin. Elle a été dessinée le 15 juillet 1904 par Alexandre Louvat, architecte de Mulhouse. Sa construction a été terminée en 1907, et reprend le plan de celle de Soultz-sous-Forêts.
La Tenture, décorant l'Arche Sainte où se trouvent les rouleaux de la Loi, se ferme et s'ouvre verticalement. 
Une "Soukah" (habitation utilisée lors de la "Fête des Cabanes" (Souccot), ou "Laubhüttenfest" en allemand) a été aménagée dans l'ancien oratoire d'hiver en annexe à la synagogue. 